# ǂKxʼauǁʼein jezik
=/Kx'au//'ein jetzik (‡kx’au||’ei, ||au||ei, ||x’au||’e, auen, kaukau, koko, kung-gobabis; ISO 639-3: aue) jezik bušmanskog plemena Auen, porodica khoisan (kojsan), kojim govori 7 000 ljudi u pustinjskim predjelima Namibije i Bocvane. 
4.000 govornika živi na području Ovambolanda u Namibiji, i 3 000 u Bocvani u distriktu Ghanzi. Dijalekt: nogau

## Vanjske poveznice
- Ethnologue (14th)
- Ethnologue (15th)